# 8808 Luhmann
8808 Luhmann este un asteroid din centura principală de asteroizi.

## Descriere
8808 Luhmann este un asteroid din centura principală de asteroizi. A fost descoperit pe 24 octombrie 1981 la Observatorul Palomar de Schelte J. Bus. Asteroidul prezintă o orbită caracterizată de o semiaxă mare de 2,79 ua, o excentricitate de 0,04 și o înclinație de 4,1° în raport cu ecliptica.